# Jazzattack
Jazzattack is een studioalbum van de Britse band Paladin. Gedurende hun kortdurende bestaan nam Paladin twee albums op. Tegelijkertijd arrangeerde de band hun nummers en namen andere versies op, dan die op de albums verschenen. In 2002, toen Paladin allang vergeten was, kwam Jazzattack uit, met een aantal alternatieve opnamen. Tegelijk kwamen de eerste twee albums van de groep uit op compact disc.   

## Musici
- Lou Stonebridge – zang, piano, mondharmonica
- Peter Beckett – basgitaar, zang
- Peter Solley - toetsinstrumenten, viool
- Keith Webb – slagwerk, percussie
- Derek Foley – gitaar, zang

## Muziek
| Nr. | Titel              | Duur |
| --- | ------------------ | ---- |
| 1.  | The gong           |      |
| 2.  | The fakir I        |      |
| 3.  | Third world I      |      |
| 4.  | Third world II     |      |
| 5.  | Carry me home      |      |
| 6.  | Dance of the cobra |      |
| 7.  | Bad times          |      |
| 8.  | Fill up your heart |      |
| 9.  | It's time          |      |
| 10. | The fakir II       |      |
| 11. | Trip to Venus      |      |
| 12. | Anyway I           |      |
| 13. | Anyway II          |      |